# 14069 Krasheninnikov
14069 Krasheninnikov eller 1996 HP18 är en asteroid i huvudbältet som upptäcktes den 18 april 1996 av den belgiske astronomen Eric W. Elst vid La Silla-observatoriet. Den är uppkallad efter den ryske upptäcktsresanden Stepan Krasjeninnikov.
Asteroiden har en diameter på ungefär 8 kilometer.